# Toronto Italia Soccer Club
Il Toronto Italia Soccer Club, meglio conosciuto come Toronto Italia, è stata una squadra canadese di calcio con sede a Toronto (Ontario). 

## Storia
Il Toronto Italia Soccer Club venne fondato nel 1972, ed era la terza squadra della National Soccer League a portare il nome di Toronto Italia, dopo il Toronto Falcons (che portò questo nome dal 1953 al 1965) e quella attiva nella sola stagione 1969.
La squadra si impose immediatamente come una delle più forti e seguite della NSL. Nella stagione 1972, quella d'esordio, vinse il torneo dopo i play-off, battendo in finale i Serbian White Eagles. Negli anni seguenti il Toronto Italia si aggiudicò altre dieci edizioni della NSL, risultando la squadra più titolata della lega. Il Toronto Italia partecipò alla CONCACAF Champions' Cup 1976, dove superò i primi due round del girone nordamericano prima di ritirarsi dal torneo; nella massima competizione nordamericana per club i canadesi schierarono anche l'attaccante italo-brasiliano José Altafini.
La squadra chiuse i battenti al termine della vittoriosa stagione 1996, poiché non trovò più finanziatori.

## Allenatori
- 1973  Giovanni Fanello
- 1974  Francesco Gallina
- 1976  Artur Rodrigues[5]
- 1976  Fiorigi Pagliuso[6]
- 1983  Omar Sívori
- 1989  Ivan Marković

## Palmarès
- CNSL: 11

1972, 1975, 1983, 1984, 1985, 1986, 1987, 1989, 1991, 1994, 1996